# Max-Planck-Institut für extraterrestrische Physik
Max-Planck-Institut für extraterrestrische Physik (ofte forkortet MPE) er et delinstitut under Max-Planck-Instituts für Physik und Astrophysik oprettet i München i 1963. Det blev i 1991 udskilt som et selvstændigt institut.
Det beskæftiger sig primært med astronomiske observationer fra satellitter, hvor man søger efter infrarød-, røntgen- og gammastråling. Endvidere foretager man målinger af stofrigt plasma i jordnære områder.
Instituttet er en del af Max-Planck-Gesellschaft og befinder sig i Garching ved München, i umiddelbar nærhed af Max-Planck-Instituts für Astrophysik und der Europäischen Südsternwarte (ESO), med hvem et vist samarbejde eksisterer.